# Henry Lee III
Henry Lee III (29 de enero de 1756-25 de marzo de 1818) fue uno de los primeros patriotas americanos, ejerció como noveno gobernador de Virginia y como representante de Virginia en el Congreso de Estados Unidos. Durante la Revolución Americana, Lee sirvió como oficial de caballería en el Ejército Continental y se ganó el sobrenombre de "Harry Caballo Ligero". También fue el padre del General Confederado Robert E. Lee.

## Vida y carrera
Lee nació cerca de Dumfries, Virginia, hijo de Henry Lee II (1730-1787), de "Leesylvania", y de Lucy Grymes (1734-1792). Su padre era primo hermano de Richard Henry Lee, sexto presidente del Congreso Continental. Su madre era una tía de la esposa del gobernador de Virginia, Thomas Nelson Jr. Su hermano era el político Richard Bland Lee. Su bisabuela María Bland fue una tía abuela del presidente Thomas Jefferson y descendiente lejana del rey Juan I de Inglaterra, del rey Eduardo I de Inglaterra, del rey Jean de Brienne de Jerusalén, del rey Eduardo III de Inglaterra y del rey Pedro I de Castilla.

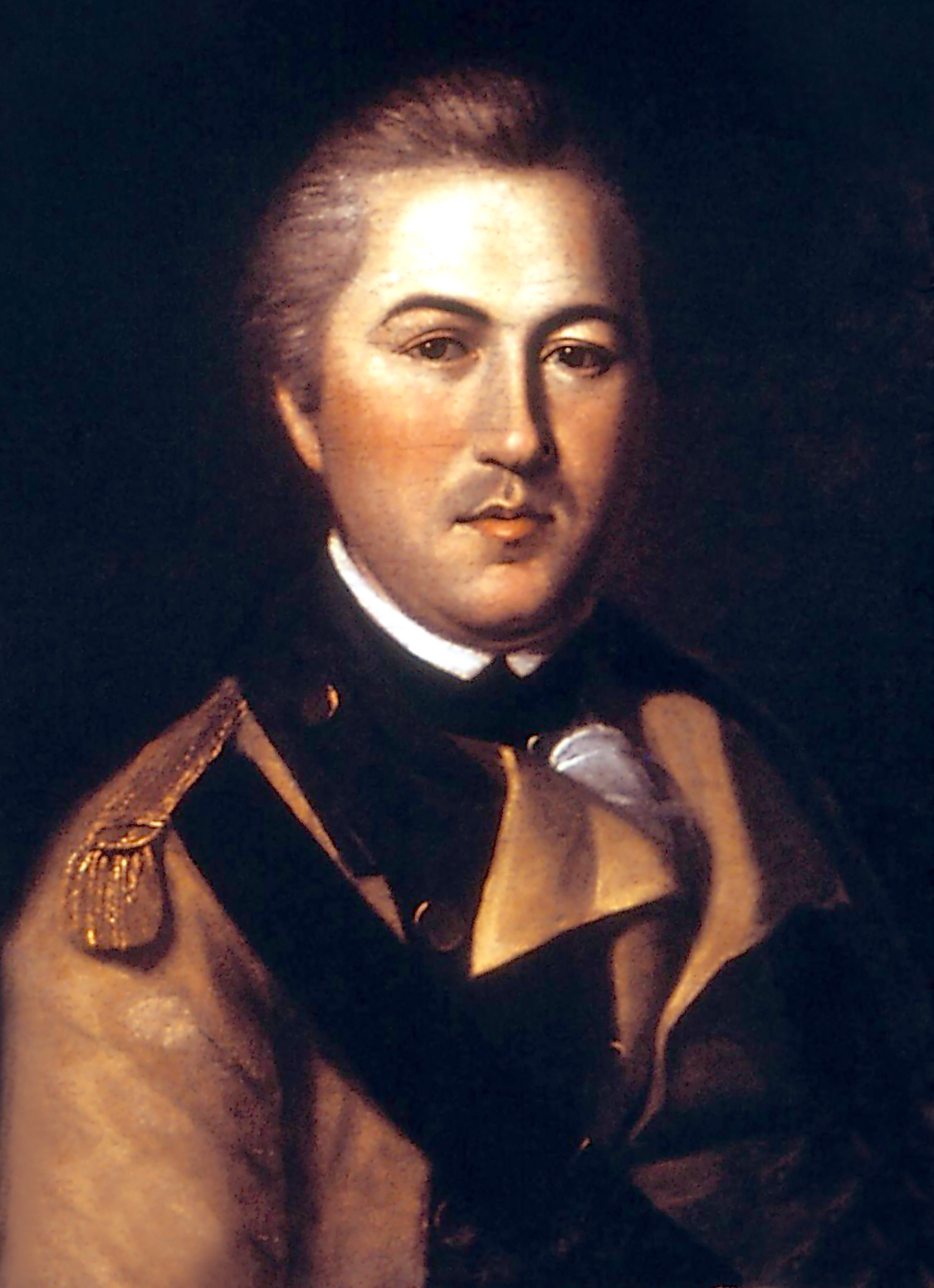
"Harry Caballo Ligero" Lee ("Light Horse Harry")

## Carrera militar
Lee se graduó en la Universidad de Nueva Jersey (ahora Universidad de Princeton) en 1773, y comenzó por intentar la carrera de Derecho. Con el estallido de la Guerra de la Independencia, se convirtió en capitán en un destacamento de dragones de Virginia, que se adscribió a la primera Compañía ligera Continental de Dragones. En 1778, Lee fue ascendido a Mayor y se puso al mando de un cuerpo militar mixto de caballería y de infantería, conocido como la Legión de Lee, con el que ganó una gran reputación como líder de tropas ligeras.
Fue durante su tiempo como comandante de la Legión cuando Lee se ganó el sobrenombre de "Harry caballo ligero" por sus dotes de equitación. A Lee se le impuso una medalla de oro -una recompensa que no se había dado a ningún otro funcionario por debajo del rango de general- por las acciones de la Legión durante la Batalla de Paulus Hook en Nueva Jersey, el 19 de agosto de 1779.
Lee fue ascendido a teniente coronel y fue asignado, junto a su Legión, al teatro sur de la guerra. Las fuerzas de Lee sirvieron en la Batalla de Guilford Court House, la Batalla de Camden y la batalla de Eutaw Springs. Estuvo presente en la rendición de Cornwallis en Yorktown , pero dejó el Ejército poco después debido a una enfermedad. Durante la infame Rebelión del Whiskey, Lee mandó a los 13.000 milicianos enviados para aplacar a los rebeldes.

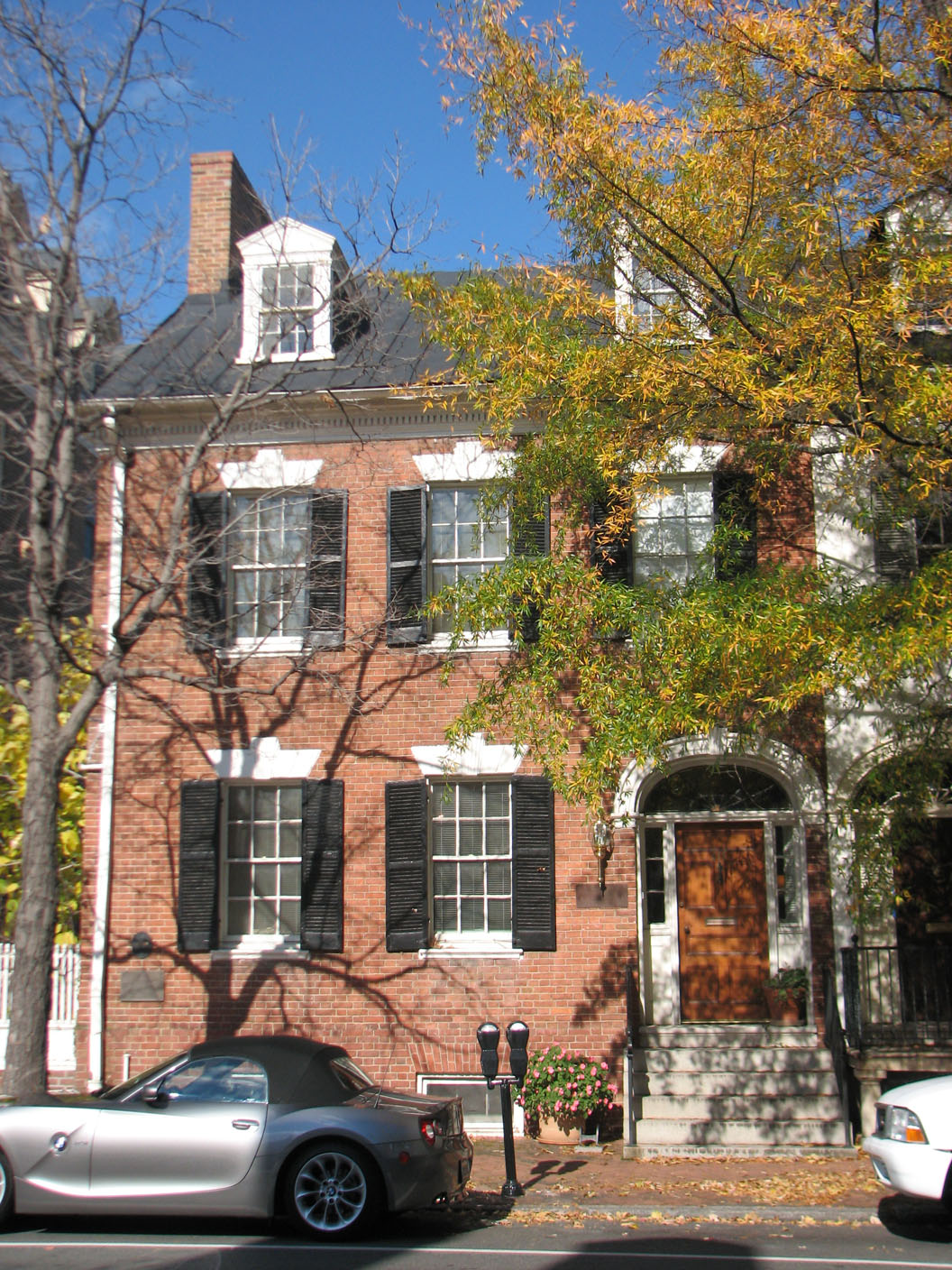
Casa de Lee en Alexandria, Virginia.

## Matrimonios e hijos
Entre el 8 y el 13 de abril de 1782, en "Stratford Hall", Lee se casó con su prima segunda, Matilda Ludwell Lee (1764-1790), quien era conocida como "La Divina Matilda". Matilda era la hija del Excmo. Philip Ludwell Lee, y de Elizabeth Steptoe. Matilda tuvo tres hijos antes de morir en 1790;
- Philip Lee (1784-1794)
- Lucy Lee (1786-1860)
- Henry Lee IV (28 de mayo de 1787 — 30 de enero de 1837), fue un historiador, escritor y también escritor de discursos, tanto para John C. Calhoun como para el candidato a la presidencia Andrew Jackson, a quien también ayudó a escribir su discurso inaugural.

El 13 de junio de 1793, Lee se casó con la rica Anne Hill Carter (1773-1829) en la plantación de Shirley. Anne era la hija de Charles Carter, Esq., de Shirley, y su esposa Ann Moore Butler. Ella también era descendiente del rey Roberto II de Escocia a través de los segundos Condes de Crawford. Tuvieron seis hijos, el mayor murió sin nombre al poco de nacer en 1796:
- Innominado (1796-1796)
- Charles Carter Lee (1798-1871)
- Anne Kinloch Lee (1800-1864)
- Sydney Smith Lee (1802-1869)
- Robert Edward Lee (19 de enero de 1807 — 12 de octubre de 1870), quinto hijo de Henry y Anne, tuvo el rango de general confederado durante la Guerra Civil Americana.
- Mildred Lee (1811-1856)

## Política
De 1786 a 1788, Lee fue delegado en el Congreso Continental, y también en ese último año, en la convención de Virginia, se declaró partidario de la adopción de la Constitución de los Estados Unidos. Desde 1789 hasta 1791, sirvió en la Asamblea General y, desde 1791 hasta 1794, fue gobernador de Virginia .
En 1794, Lee acompañó a Washington para ayudar a controlar la Rebelión del Whiskey en el oeste de Pensilvania. Un nuevo condado de Virginia recibió su nombre, en su honor, durante su gobierno. Henry Lee era un general de división en el Ejército de los EE. UU. en 1798-1800. Entre 1799 y 1801, sirvió en la Cámara de Representantes del Congreso de Estados Unidos. Se le conoce por sus elogios a Washington ante una multitud de 4000 personas en un primer momento del funeral del Presidente, el 26 de diciembre de 1799. - "fue el primero en la guerra, el primero en la paz, y el primero en los corazones de sus compatriotas."
El pánico de 1796-1797 y la quiebra de Robert Morris redujo la fortuna de Lee.

## Muerte
El 27 de julio de 1812, Lee sufrió heridas graves mientras ayudaba a resistir un ataque a su amigo, Alexander Contee Hanson, editor del periódico de Baltimore, The Federal Republican. Hanson fue atacado por la mafia de los demócratas republicanos porque su publicación se había opuesto a la guerra de 1812. Lee y Hanson y otras dos docenas de federalistas se habían refugiado en las oficinas del periódico. El grupo se entregó a los funcionarios de la ciudad de Baltimore al día siguiente y fueron encarcelados. El obrero George Woolslager lideró una revuelta que forzó su entrada en la cárcel y doblegaron a los federalistas en las tres horas siguientes. Un federalista, James Lingan, murió durante la revuelta.
Lee sufrió lesiones internas, así como heridas en la cabeza y la cara, e incluso su habla se vio afectada. Lee más tarde navegó a la Indias Occidentales, en un esfuerzo por recuperarse de sus lesiones. Murió el 25 de marzo de 1818, en Dungeness, en la isla de Cumberland, Georgia.
Lee fue enterrado con honores militares prestados por una flota estadounidense estacionada cerca de Saint Marys. En 1913 sus restos fueron trasladados a la cripta de la familia Lee, Lee Chapel, en el campus de la Washington & Lee University en Lexington, Virginia.

## Obras publicadas
- Lee, Henry, and Robert E. Lee. Memoirs of the War in the Southern Department of the United States. Eyewitness accounts of the American Revolution. [New York]: New York times, 1969. (originalmente publicada en 1812; 3.ª ed. publicada en 1869, con las memorias de su hijo Robert E. Lee)

### Motín de Baltimore de 1812
- Informe de la época (en inglés)
- Resumen (en inglés)

- Datos: Q450175
- Multimedia: Henry Lee III / Q450175